# Чарльз Бустені
Чарльз Вільям Бустені-молодший (англ. Charles William Boustany, Jr.; нар. 21 лютого 1956, Новий Орлеан, Луїзіана) — американський політик-республіканець. З 2005 року він представляє штат Луїзіана у Палаті представників США.
Бустені народився у сім'ї ліванського походження, виріс серед дев'яти братів і сестер. До 1978 року він навчався у Південно-Західному університеті штату Луїзіана у Лафаєтті, а у 1982 році закінчив Медичну школу при Університеті штату Луїзіана у Новому Орлеані. Потім він працював кардіохірургом.
Він одружений з Бріджит Едвардс, племінниці колишнього губернатора-демократа Луїзіани Едвіна Едвардса. У пари є двоє дітей. Він також є двоюрідним братом Вікторії Реггі Кеннеді, вдови покійного сенатора США Едварда Кеннеді від штату Массачусетс.